# Пурыгин, Валентин Захарович
Валентин Захарович Пурыгин (20 августа 1926 года, Осиновка, Саратовская область, РСФСР, СССР — 29 октября 2002 года, Самара, Россия), заслуженный художник РСФСР.

## Биография
Валентин Захарович Пурыгин родился в селе Осиновка Саратовской области в семье крестьян. В 1931 году семья будущего художника переехала на постоянное место жительство в г. Куйбышев (Самара). В студии самарских художников Г. П. Подбельского и П. А. Краснова получил первые уроки рисунка и живописи. В 13 лет он поступил в Московскую среднюю художественную школу, в которой проучился с 1939 года по 1944 год. Своё образование он продолжает в Московском художественном институте им. В. И. Сурикова, где работал в мастерской известного советского художника Г. Г. Ряжского. В Куйбышев Пурыгин вернулся в 1951 году, после окончания института. Вместе с самарскими художниками Г. В. Филатовым, И. Е. Комиссаровым, А. А. Кулаковским, Ю. И. Филипповым и Пурыгин начал исследовать характерные мотивы Волжских пейзажей. В то же время молодые художники развивали тему преобразования природы, урбанизации и строительства новой жизни. В 1954 г. Пурыгин был принят в члены союза художников СССР.
Спустя 3 года после окончания института Пурыгин принял участие в ряде крупных республиканских и всесоюзных выставок:
- В 1955 г. принял участие в выставке произведений художников РСФСР в Москве.
- В 1956 г. принял участие в выставке произведений художников РСФСР, посвященной 40-летию Великого Октября в Москве.
- В 1961 г. принимает участие во Всесоюзной художественной выставке в Москве.

В 60-е годы Пурыгин увлекался французскими постимпрессионистами, пуантилизмом Сера и Синьяка, чьё творчество оказало влияние на стиль художника. Он ищет новой живописной экспрессии (пейзажи Гурзуфа и Судака).
В 1971—1972 годах в Куйбышеве и Москве состоялись первые персональные выставки художника. В 1973 году художник переехал в Подмосковье (Загорск), а затем и в Москву.
Работая в Москве, Пурыгин продолжал принимать участие в крупных профессиональных выставках:
- В 1975 г. принял участие в пятой республиканской художественной выставке «Советская Россия».
- В 1976 г. принял участие во Всесоюзной художественной выставке «Слава труду».
- В 1977 г. принял участие в групповой выставке двадцати трех московских художников в Москве.

Спустя 5 лет после переезда в Москву Пурыгин возвратился в Куйбышев в 1978 году. 
Пурыгин продолжал участвовать во выставках в начале 80-х годов:
- В 1981 г. участие во Всероссийской художественной выставке «По родной стране»
- В 1981 г. персональная выставка в Куйбышеве
- В 1982 г. персональная выставка в Казани
- В 1982 г. участие в Международном пленэре в Болгарии

Мастерская художника в Куйбышеве располагалась по адресу проспект Ленина, 3.
В 1982 г. Пурыгину было присвоено звание заслуженного художника РСФСР. В 1991 году в Самарском художественном музее, а через 2 года в Москве, в Доме художника, состоялись персональные выставки Пурыгина, получившие широкий общественный резонанс, но 90-е годы были сложным периодом в жизни самарского художника.
Пурыгин скончался 29 октября 2002 года в Самаре.
К первой годовщине со дня смерти Пурыгина на студии «Волга-фильм» была снята о нём лента. Автор сценария и режиссёр А. Солоницын, оператор А. Назаров. В фильме запечатлены вдохновлявшие художника волжские пейзажи, его мастерская, сам Валентин Захарович. О мастере говорят его друзья, соратники, почитатели таланта. В том же году было принято решение о создании в Самаре музея Валентина Пурыгина, но до сегодняшнего дня его работы (свыше десяти тысяч картин,этюдов,коллажей,рисунков,офортов, набросков) хранятся в запаснике Самарского художественного музея.
Последняя персональная выставка была в Самарском областном художественном музее  в 2016г. к 90-летию этого самобытного художника.